# James Knight
James Knight (nasceu em 1891) foi um ator britânico da era do cinema mudo.

## Filmografia selecionada
- The Happy Warrior (1917)
- The Knave of Hearts (1919)
- The Man Who Forgot (1919)
- The Lady Owner (1923)
- Hornet's Nest (1923)
- Claude Duval (1924)
- When Giants Fought (1926)
- The Ball of Fortune (1926)
- Motherland (1927)
- Maria Marten (1928)
- Spangles (1928)